# Radu Tudoran
Radu Tudoran, född Nicolae Bogza den 8 mars 1910 i Blejoi, död den 18 november 1992 i Bukarest var en rumänsk romanförfattare. Han tjänstgjorde som officer för den rumänska armén fram till 1938 då han beslutade sig för att skriva romaner.